# Nicki Bille Nielsen
Nicki Bille Nielsen est un footballeur danois, né le 7 février 1988 à Copenhague au Danemark. Il évolue comme attaquant.

## Biographie
Nielsen intègre le centre de formation du KB Copenhague à l'âge de 9 ans, puis rejoint celui du BK Frem Copenhague à ses 11 ans.
Il intègre l'équipe professionnelle du BK Frem lors de la saison 2005/06, alors que le club évolue en 1.Division (D2).
Il joue son premier match officiel le 31 juillet 2005 en entrant en cours de jeu contre le Fremad Amager (2-2).
Il effectue une saison pleine, disputant trente-huit matchs toutes compétitions confondues et inscrivant quatre buts, cela à seulement 17 ans.
Il joue son dernier match avec Frem le 27 août 2006, toujours contre le Fremad Amager (1-1), avant de rejoindre le club italien du Reggina Calcio qui évolue en Série A.
Nicki débute avec l'équipe première le 8 novembre 2006 en Coupe d'Italie contre le Chievo Vérone, les deux équipes font match nul (2-2), Nicki ayant inscrit le but du 1-0 à la 26e minute.
Dans la foulée de sa prestation en coupe, il participe à son premier match de Série A le 19 novembre 2006 lors d'une défaite (0-1) sur le terrain de l'Inter de Milan.
Pour sa première saison en Italie, il compte sept matchs de championnat puis deux matchs et un but en coupe. La saison suivante, le club décide de le prêter à deux clubs de Série C1, l'AC Martina en 2007 puis l'AS Lucchese en 2008.
Le 11 août 2008, il rompt son contrat avec la Reggina, le club ne l'ayant pas payé depuis un an.
Dans la foulée, il fait son retour au Danemark en s'engageant le 1er septembre 2008 au FC Nordsjælland, club de SAS Ligaen.
S'il connaît une première saison difficile avec seulement dix matchs joués, sa deuxième est de bien meilleure facture avec huit buts inscrits en trente-deux matchs de championnat. Saison ponctuée d'une victoire en coupe du Danemark.
Ses performances ont encore dépassé les frontières et le 1er septembre 2010 il rejoint l'Espagne et le Villarreal CF qui évolue en Liga BBVA.
Toutefois, il est recruté pour jouer dans un premier temps avec la réserve, qui évolue à l'étage inférieur en Liga Adelante.
Lors du mercato d'hiver 2010/11, Villarreal prête deux de ses attaquants, Jefferson Montero et Jozy Altidore. Nicki prend alors la place de quatrième attaquant de l'équipe première pour la seconde partie de saison.
Le 5 février 2011, il fait sa première apparition lors d'une défaite (0-1) contre le Levante UD.
Pour la saison 2011/2012, Nicki est prêté en Liga Adelante, au Elche CF. Il y réalise une bonne saison, inscrivant 11 buts en 35 matchs de championnat.
La saison suivante, alors que Villarreal est relégué, Nicki reste en Liga en étant prêté au Rayo Vallecano. Après une première partie de saison de piètre qualité, son prêt prend fin le 4 janvier 2013, Nicki étant transféré définitivement au Rosenborg BK en Norvège pour un contrat de quatre ans. En juillet 2014, Nicki s'engage avec l'Evian Thonon Gaillard FC pour un contrat d'une durée de trois ans.
Le 11 juin 2018, il est condamné à un mois de prison ferme pour avoir frappé une jeune femme, qui tentait de s'interposer alors qu'il était en train d'étrangler sa compagne

## Sélection nationale
Nicki Nielsen est sélectionné dans plusieurs catégories de jeunes, des moins de 18 ans aux espoirs.
Avec les espoirs danois, il participe au Festival International Espoirs - Tournoi Maurice Revello 2010 en s'inclinant en finale face à la Côte d'Ivoire.
Nicki termine meilleur buteur de la compétition avec cinq buts, deux buts en poule contre la Russie et la Qatar, un doublé en demi-finale contre la France et le cinquième en finale.

## Statistiques
| Saison                | Club                  | Championnat           | Championnat | Championnat | Coupe nationale | Coupe nationale | Coupe de la Ligue | Coupe de la Ligue | Supercoupe | Supercoupe | Compétition(s) continentale(s) | Compétition(s) continentale(s) | Compétition(s) continentale(s) | Total | Total |
| Saison                | Club                  | Division              | M.          | B.          | M.              | B.              | M.                | B.                | M.         | B.         | Comp.                          | M.                             | B.                             | M.    | B.    |
| 2006-2007             | Reggina Calcio        | Serie A               | 7           | 0           | 2               | 1               | -                 | -                 | -          | -          | -                              | -                              | -                              | 9     | 1     |
| 2007-2008             | AS Lucchese           | Serie C               | 14          | 0           | -               | -               | -                 | -                 | -          | -          | -                              | -                              | -                              | 14    | 0     |
| 2007-2008             | AC Martina            | Serie C               | 3           | 0           | -               | -               | -                 | -                 | -          | -          | -                              | -                              | -                              | 3     | 0     |
| 2008-2009             | FC Nordsjælland       | Superliga             | 10          | 0           | 2               | 0               | -                 | -                 | -          | -          | -                              | -                              | -                              | 12    | 0     |
| 2009-2010             | FC Nordsjælland       | Superliga             | 33          | 8           | 7               | 8               | -                 | -                 | -          | -          | -                              | -                              | -                              | 40    | 16    |
| 2010-2011             | FC Nordsjælland       | Superliga             | 5           | 2           | -               | -               | -                 | -                 | -          | -          | C3                             | 2                              | 0                              | 7     | 2     |
| Sous-total            | Sous-total            | Sous-total            | 48          | 10          | 9               | 8               | -                 | -                 | -          | -          | -                              | 2                              | 0                              | 59    | 18    |
| 2010-2011             | Villarreal CF         | Liga                  | 1           | 0           | -               | -               | -                 | -                 | -          | -          | -                              | -                              | -                              | 1     | 0     |
| 2010-2011             | Villarreal CF B       | LaLiga 2              | 33          | 5           | -               | -               | -                 | -                 | -          | -          | -                              | -                              | -                              | 33    | 5     |
| 2011-2012             | Elche CF              | LaLiga 2              | 37          | 11          | 1               | 0               | -                 | -                 | -          | -          | -                              | -                              | -                              | 38    | 11    |
| 2012-2013             | Rayo Vallecano        | Liga                  | 9           | 0           | 2               | 0               | -                 | -                 | -          | -          | -                              | -                              | -                              | 11    | 0     |
| 2013                  | Rosenborg BK          | Tippeligaen           | 27          | 8           | 7               | 8               | -                 | -                 | -          | -          | C3                             | 3                              | 0                              | 37    | 16    |
| 2014                  | Rosenborg BK          | Tippeligaen           | 11          | 3           | 2               | 5               | -                 | -                 | -          | -          | -                              | -                              | -                              | 13    | 8     |
| Sous-total            | Sous-total            | Sous-total            | 38          | 11          | 9               | 13              | -                 | -                 | -          | -          | -                              | 3                              | 0                              | 50    | 24    |
| 2014-2015             | Évian TG              | Ligue 1               | 19          | 1           | 2               | 1               | 1                 | 0                 | -          | -          | -                              | -                              | -                              | 22    | 2     |
| 2015-2016             | Lech Poznan           | Superliga             | 17          | 5           | 2               | 0               | -                 | -                 | -          | -          | -                              | -                              | -                              | 19    | 5     |
| 2015-2016             | Lech Poznan           | Ekstraklasa           | 10          | 3           | 2               | 0               | -                 | -                 | -          | -          | -                              | -                              | -                              | 12    | 3     |
| 2016-2017             | Lech Poznan           | Ekstraklasa           | 8           | 0           | 2               | 2               | -                 | -                 | 1          | 0          | -                              | -                              | -                              | 11    | 2     |
| 2017-2018             | Lech Poznan           | Ekstraklasa           | 14          | 1           | 1               | 0               | -                 | -                 | -          | -          | C3                             | 5                              | 2                              | 20    | 3     |
| Sous-total            | Sous-total            | Sous-total            | 32          | 4           | 5               | 2               | -                 | -                 | 1          | 0          | -                              | 5                              | 2                              | 43    | 8     |
| 2017-2018             | Paniónios             | Super League          | 5           | 0           | 1               | 0               | -                 | -                 | -          | -          | -                              | -                              | -                              | 6     | 0     |
| 2018-2019             | Lyngby BK             | 1.division            | 3           | 1           | -               | -               | -                 | -                 | -          | -          | -                              | -                              | -                              | 3     | 1     |
| Total sur la carrière | Total sur la carrière | Total sur la carrière | 266         | 48          | 33              | 25              | 1                 | 0                 | 1          | 0          | -                              | 10                             | 2                              | 311   | 75    |

### Buts internationaux
| # | Date            | Lieu                       | Adversaire | Résultat | Compétition                             |
| - | --------------- | -------------------------- | ---------- | -------- | --------------------------------------- |
| 1 | 15 octobre 2013 | Parken Stadium, Copenhague | Malte      | 6–0      | Éliminatoires de la Coupe du monde 2014 |

## Palmarès

### En club
- FC Nordsjælland
  - Vainqueur de la Coupe du Danemark en 2010.

- Rosenborg BK
  - Vice-champion de Norvège en 2013 et 2014.
  - Finaliste de la Coupe de Norvège en 2013.

- Lech Poznan
  - Vainqueur de la Supercoupe de Pologne en 2016.

### En sélection
- Finaliste du Festival International Espoirs - Tournoi Maurice Revello 2010

### Individuel
- Meilleur buteur du Festival International Espoirs - Tournoi Maurice Revello2010 (5 buts en 5 matchs)